# Padeș
Padeș – wieś w Rumunii, w okręgu Gorj, w gminie Padeș. W 2011 roku liczyła 804 mieszkańców.